# Misano di Gera d’Adda
Misano di Gera d’Adda – miejscowość i gmina we Włoszech, w regionie Lombardia, w prowincji Bergamo.
Według danych na styczeń 2009 gminę zamieszkiwały 3024 osoby przy gęstości zaludnienia 494,9 os./1 km².